# KOI-172.02

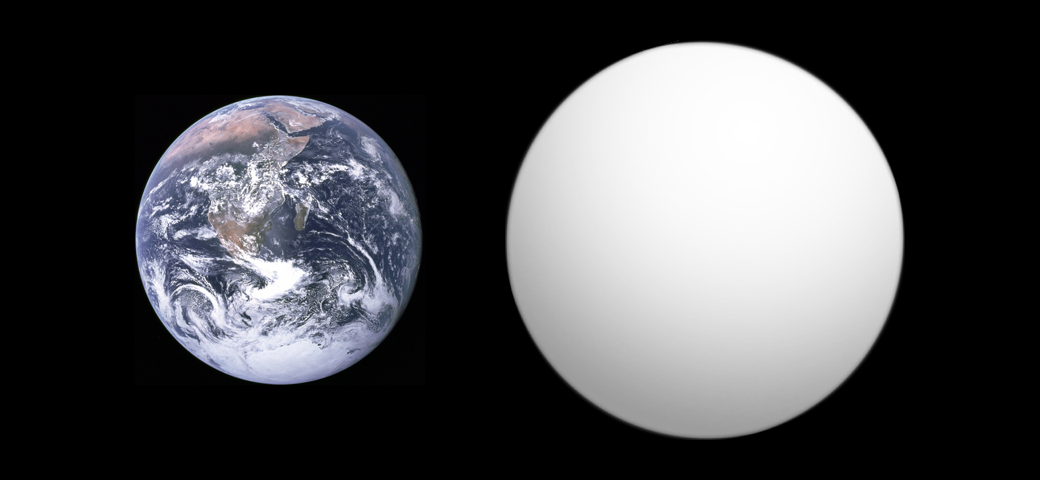
Comparació amb Kepler-10 b, similar al candidat

KOI-172.02 (K00172.02) és un objecte d'interès de la missió espacial Kepler. És un exoplaneta
 confirmat i del tipus superterra, situat aproximadament a 1.040 anys llum de la Terra, considerat com a «candidat a albergar vida». El seu descobriment va ser anunciat per l'observatori espacial de la Missió Kepler, el 7 de gener del 2013. La troballa és notable, ja que l'exoplaneta és dels més semblants a la Terra, 1,54 vegades el seu radi, i orbita en 242 dies a una estrella semblant al Sol (una mica més freda, tipus G).

## Habitabilitat
Inicialment, es creia que l'exoplaneta es trobava a la zona d'habitabilitat i, per tant, podria haver-hi aigua líquida, però a causa de les incerteses en els paràmetres estel·lars, el marge d'error del valor del flux incident en aquest planeta són força grans, en 1,91 (+0,43 / −0,56 = vegades el nivell de la Terra. Utilitzant els paràmetres nominals, el planeta és massa a prop de l'estrella per ser habitable, tot i que les incerteses permeten la possibilitat que es pugui trobar realment a la regió més interior de la zona habitable, però, fins i tot amb la mesura de la barra d'errors més baixa, un flux estel·lar d'1,35 S⊕ encara seria prou alt per fer desaparèixer qualsevol oceà. Una anàlisi més recent ha demostrat que el planeta és probablement anàleg a Venus, que se sap que és un dels llocs de vida més inhòspits del sistema solar i, per tant, molt poc probable que sigui habitable.
El planeta seria inhòspit a causa d'un efecte hivernacle desbocat a la seva superfície. Qualsevol oceà a la seva superfície hauria bullit a causa del gran flux estel·lar i, a mesura que es produïa, la temperatura hauria pujat fins als 49° C, el vapor d'aigua s'hauria acumulat a l'atmosfera fins al punt que la temperatura superficial s'elevaria a uns 227°, ja que el planeta s'hauria vist sobrepassat pel vapor d'aigua. Probablement Kepler-69c era un planeta oceànic amb poca quantitat de superfícies de terra abans que el flux estel·lar augmentés fins al seu valor actual estimat. La pressió superficial també hauria augmentat fins a unes 100 vegades la pressió superficial de la Terra (100 quilopascals, 100 atm.) A causa de la quantitat de vapor d'aigua a l'atmosfera.